# Хормовитис, Костас
Констинти́нос (Ко́стас) Хормови́тис-Лагуми́дзис (греч. Κωνσταντίνος Χορμοβίτης- Λαγουμιτζής; 1781, Хормово, Северный Эпир — ?) — известный греческий сапёр, участник Освободительной войны Греции 1821—1829 годов, спас Афинский Акрополь от полного разрушения.

## Происхождение
Константинос, при рождении Даларопулос, родился в 1781 году в селе Хормово, недалеко от города Тепелена (Северный Эпир), ныне южная Албания. В историографии известен под фамилией Хормовитис по имени села и Лагумидзис по его военной профессии и как признание его успехов в сапёрной войне (греч. Λαγούμι — лагуми означает сапа).

## Третья осада Месолонгиона
В конце августа 1825 года Хормовитис вошёл в осаждённый Месолонгион, где уже успешно действовали в сапёрной войне инженер Михаил Коккинис и сапёр П. Сотиропулос. К 4 сентября Хормовитис прорыл большую перекидную сапу под насыпь, сооружаемую турками, которую осаждённые именовали «Холмом соединения». После чего, параллельно большой, он прорыл сапу поменьше. 9 сентября пороховая бомба маленькой сапы была взорвана и турки побежали к насыпи, в ожидании греческой атаки. Когда турки заняли позиции вокруг и на насыпи, Хормовитис произвёл взрыв пороховой бомбы большой сапы. Последовала греческая атака. От взрыва и атаки турки потеряли около 400 человек и насыпь, стоившая туркам больших трудов и времени, была разрушена.
После этого и учитывая и другие неудачи Кютахья Решид-Мехмед-паша был вынужден отвести свои войска от стен города, в ожидании подхода египетских сил Ибрагима. После подхода египетских сил кольцо осады вновь сжалось и когда голод почти одолел осаждённых, 10 апреля 1826 года греки совершили прорыв. Хормовитис был в числе немногих выживших в этом прорыве.

## Афины
После падения Месолонгиона, Ибрагим со своими египтянами вернулся на Пелопоннес, а Кютахья с турками и албанцами направился к Афинам. Хормовитис вошёл в осаждённые Афины 15 июля 1826 года, а 3 августа турки вошли в город и осаждённые укрылись на скале Афинского Акрополя. Кютахья начал обстрел Акрополя пушками, ядра которых наносили ущерб древностям, но почти никакого осаждённым. Тогда Кютахья решил взорвать Акрополь серией последовательных сап, но в своём письме, которое перехватили повстанцы, жаловался, что «сапёры, присланные из Константинополя, в жизни своей не видели подкопов» и что он «послал гонца в Скопье за специалистами». Своими контрподкопами Хормовитис опередил и пресек действия турецких сапёров, спасая тем самым осаждённых и сам Акрополь. Один из командиров осаждённых, Иоаннис Макрияннис так писал о Хормовитисе: «Знаменитый Костас Лагумидзис, мужественный и честный патриот, своим искусством и ружьём как лев сражался за Отечество. В Месолонгионе и везде он творил чудеса. Отечество, ты многим обязано этому бойцу. Кютахья предлагал ему сокровища, но он всё презрел ради тебя».
7 октября во время подрыва контр-сапы в районе театра Ирода Аттического, у подножия Акрополя, Хормовитис чуть было не попал живым в руки турок. Спасая его, Макрияннис был трижды ранен в течение нескольких часов и, когда Хормовитис обратился к военачальнику «уходи на скалу, я прикрою», то ответом Макриянниса было: «Уходишь ты, если погибну я, то Акрополь не потерян, если погибнешь ты, то всё потеряно». 24 октября осаждённые, внезапной атакой, разрушили турецкие сапы, убив или взяв в плен находившихся при них турок. 10 ноября сапёры Кютахьи заложили в свой самый большой подкоп около 3800 кг пороха, но Хормовитису удалось нейтрализовать подкоп и спасти тем самым Акрополь.

## После освобождения
Данных о последних годах жизни Хормовитиса нет. Известный греческий историк и исследователь Афин XIX века Д. Камбуроглу (1852—1942) с удивлением и восхищением отмечает, что этот скромный боец появился на исторической арене из ниоткуда и ушёл из поля зрения историков в никуда, поскольку одно из последних упоминаний о некоем Костасе Лагумидзисе, пленившем дочку афинского муфтия турка Хамзы и взявшего её в жёны после принятия православия, упоминается в документах перевода собственности на жену и детей в 1836 году, в городе Навпакт (Лепанто).
Однако историк Д. Фотиадис описывает его участие в конституционной революции 3 сентября 1843 года, рядом со своим старым соратником Макриянисом.

## Память
Решением афинского дима (муниципалитета) Неос Космос имя сапёра Лагумиздиса носит один из центральных проспектов дима.